# Hätzingen

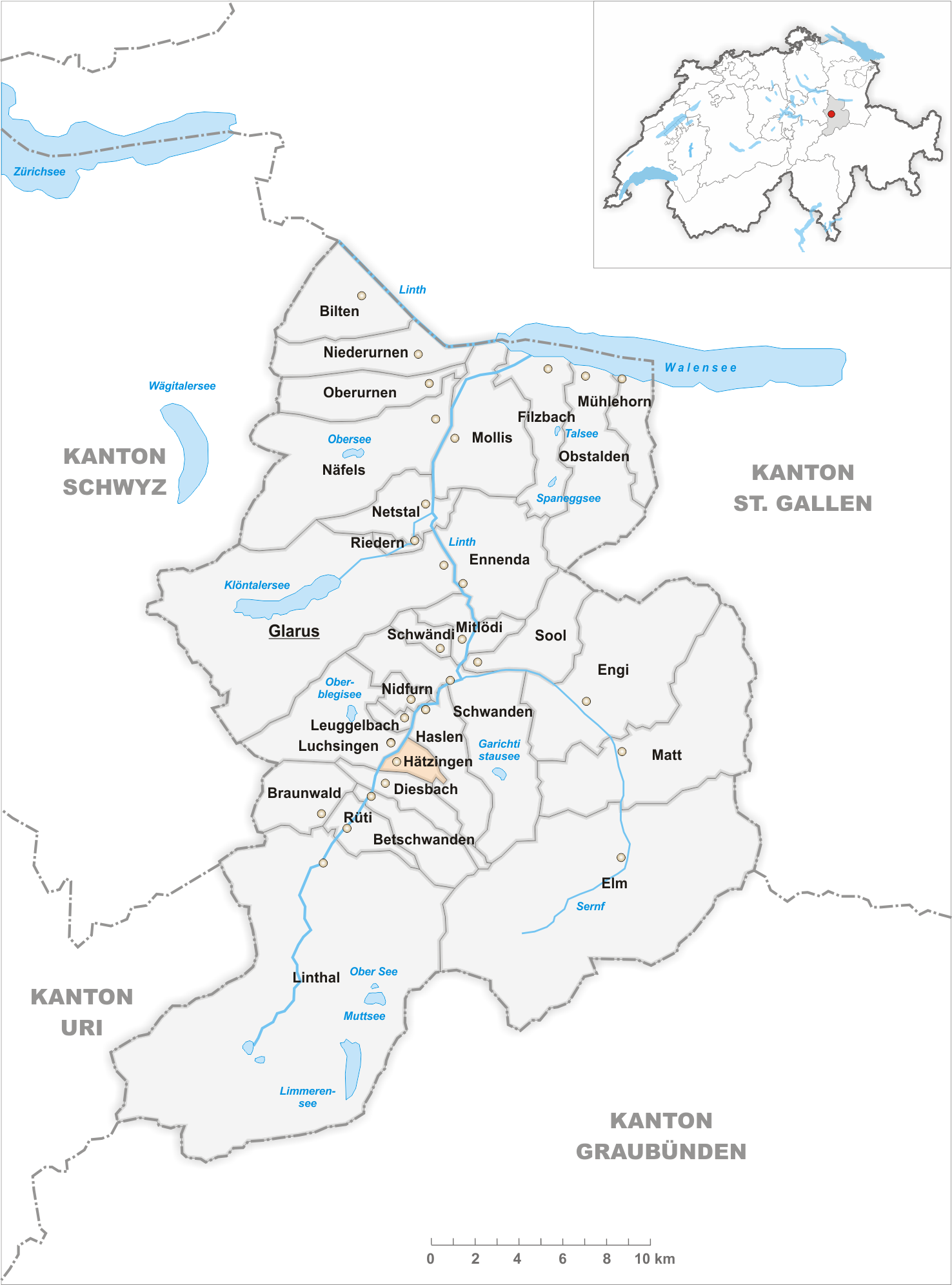
Gemeindestand vor der Fusion am 1. Januar 2004

Hätzingen ist ein Ort der Gemeinde Glarus Süd im Kanton Glarus in der Schweiz. Neben dem eigentlichen Strassendorf, das zwischen Haslen und Diesbach liegt, gehört noch der Weiler Tschuepis dazu.

Historisches Luftbild von Süden aus 400 m von Walter Mittelholzer von 1923 (im Hintergrund Luchsingen)

## Geschichte
Um 1350 wurde Hätzingen mit Hezzinge(n) erstmals erwähnt. Bis 1395 war der Flecken dem Kloster Säckingen abgabenpflichtig, lebte von Schafzucht und gehörte zum Tagwen Nesselowe. Seit dem Spätmittelalter bis 1989 bildete Hätzingen mit Diesbach und Betschwanden einen Wahltagwen.
Kirchlich war das Dorf zuerst nach Glarus und ab dem 14. Jahrhundert nach Betschwanden orientiert. 1496 wurde erstmals eine Holzgenossenschaft mit Nachbarorten nachgewiesen, und auch die Grossviehzucht nahm zu. 1528 wurde die Reformation mehrheitlich angenommen.
1538 wurde das Grosshaus gebaut, das als Lager für Salz und Korn diente. 1735 und 1882 kam es zu Waldteilungen. Haupterwerbsquelle war nun die Handspinnerei. 1831 wurde die Tuchfabrik Hefti gegründet, die bis zur Schliessung 1991 die grösste Arbeitgeberin war.
Ab 1797 gab es in Hätzingen eine eigene Schule, 1841 wurde das erste Schulhaus gebaut. 1923 wurde das heutige Schulhaus erstellt, in dem auch die 1861 gegründete und 1973 mit Linthal zusammengelegte Sekundarschule untergebracht war. Seit 1974 ist das Gebäude wieder die Primarschule, die mit dem Nachbarort Luchsingen geteilt wird. Seit 1973 gibt es auch eine Tibeterkolonie.
1850 wohnten 500 Einwohner in Hätzingen; 1900 und 1950 waren es je 653 Bewohner. Danach nahm die Bevölkerung ab, so dass im Jahr 2000 noch 341 Personen gezählt wurden, davon waren fast ein Drittel Ausländer. 80 Prozent der Berufstätigen arbeiteten im Jahr 2000 im Dienstleistungssektor.
Hätzingen war eine bis zum 31. Dezember 2003 selbständige politische Gemeinde des Kantons Glarus in der Schweiz. Auf den 1. Januar 2004 wurde sie mit den Gemeinden Diesbach GL und Luchsingen zur neuen Gemeinde Luchsingen vereinigt. Seit dem 1. Januar 2011 gehört sie zusammen mit 11 weiteren Gemeinden zur Gemeinde Glarus Süd.

### Namensherkunft
Der Name Hätzingen ist alemannischen Ursprungs. Dies lässt auf eine Besiedelung um 800 bis 1000 n. Chr. schliessen. Wie bei allen Ortsnamen auf -ingen, -ikon, -igen etc. handelt es sich auch bei Hätzingen ursprünglich um einen Hof. Das Präfix «Hätz-» führt auf den Alemannen Hazzo zurück, der der Siedlung als Sippenchef den Namen gab.

## Persönlichkeiten
- Gottfried Heer (1843–1921), evangelisch-reformierter Pfarrer 1866–1906 in Betschwanden, Ständerat 1906–1914 und Lokalhistoriker